# MGMT (album)
MGMT è il terzo album discografico del gruppo musicale statunitense MGMT, pubblicato nel settembre 2013 dall'etichetta discografica Columbia Records.
L'album ha raggiunto la posizione #14 della Billboard 200. 

## Singoli
Il primo singolo estratto è stato Alien Days (20 aprile 2013) di cui è stato realizzato anche un video diretto da Sam Fleischner. Il secondo singolo è Your Life Is a Lie  diretto da Tom Kuntz.(5 agosto 2013), seguito da Cool Song No. 2 (settembre 2013).

## Tracce
I testi sono di Andrew VanWyngarden; le musiche di Andrew VanWyngarden e Ben Goldwasser, eccetto la traccia 4.
1. Alien Days – 5:09
2. Cool Song No. 2 – 4:01
3. Mystery Disease – 4:08
4. Introspection (Faine Jade cover) – 4:22
5. Your Life Is a Lie – 2:06
6. A Good Sadness – 4:48
7. Astro-Mancy – 5:11
8. I Love You Too, Death – 5:50
9. Plenty of Girls in the Sea – 3:04
10. An Orphan of Fortune – 5:31